# Custo de agência
Custo de agência é um termo usado em Administração, oriundo da forma original em inglês – agency cost – para denominar um tipo especial de gasto que decorre de conflitos de interesse existentes numa organização.

## Origem
Esses conflitos surgem quando um ou mais indivíduos contratam outra pessoa ou organização, denominados agentes (ou administradores), para a realização de algum serviço, delegando-lhe a tomada de decisões. Estas, entretanto, podem conflitar com os interesses dos acionistas, fazendo com que surja, então, o típico conflito de agência que, por sua vez, gerará o custo de agência.

## Tipos
Dentro do contexto de administração financeira, os principais conflitos de agência são:
- Entre os acionistas e os administradores.
- Entre os acionistas e credores.

## Custo de agência e administradores
Em geral, para amenizar os conflitos de agência, os acionistas arcam com o custo de agência, que incluem todos os custos relativos para fazer com que os interesses dos administradores visem ao atendimento de seus próprios interesses, que é o de maximizar o preço das ações da empresa.
Segundo Brigham e Brigham, os principais custos de agência entre acionistas e administradores são:
1. Gasto para monitorar as ações dos administradores, tais como auditoria.
2. Gastos para estruturar a organização, de forma a limitar o comportamento indesejável dos administradores, como nomear investidores externos para o conselho de administração;
3. Custo de oportunidade, que ocorrem quando existem restrições impostas aos pelos acionistas, como a exigência de voto dos acionistas em determinados assuntos, limitando a habilidade dos administradores em tomar decisões que iriam aumentar a riqueza do acionista.

## Soluções
Na ausência de qualquer tipo de esforço por parte do acionista para modificar o comportamento dos administradores e, portanto, como custo de agência zero, quase certamente haverá perda de riqueza para os acionistas, pois os administradores não irão atender aos interesses destes.
Os custos de agência seriam altos, porém, se os acionistas atuassem sempre para fazer com que as atuações gerenciais coincidissem sempre com os seus interesses.
Uma solução para este impasse pode ser a adoção de uma remuneração aos administradores que premiasse seu desempenho, havendo algum tipo de monitoramento de suas atuações.
Alguns mecanismos utilizados na motivação dos administradores para agir no melhor interesse dos acionistas podem ser as seguintes:
1. Plano de remuneração de administradores;
2. Intervenção direta dos acionistas;
3. Ameaça de demissão;

## Custo de agência e credores
O custo de agência entre acionistas e credores surge principalmente quando a empresa encontra-se em dificuldades financeiras, o que costuma gerar nos acionistas estratégias egoísticas, prejudicando os credores em benefício próprio. Estas estratégias acarretam custos porque reduzem o valor de mercado da empresa como um todo.

## Soluções
Segundo Ross (p. 347, 2002) são três tipos de estratégias egoístas:

### Incentivo a assumir riscos elevados
As empresas próximas da falência geralmente correm grandes riscos, porque estão jogando com dinheiro de outras pessoas, ou seja, entre duas alternativas de projeto um de alto risco e outro de baixo risco. A empresa tende a aceitar o de alto risco por proporcionar retorno maior ao acionista, mesmo se o valor esperado do projeto de baixo risco seja maior. O aspecto chave é que o projeto de alto risco aumenta o valor da empresa, ou seja, os acionistas se apropriam da riqueza dos credores ao selecionarem um projeto de alto risco.

### Incentivo ao subinvestimento
Os acionistas de uma empresa com probabilidade elevada de falência geralmente descobrem que a realização de novos investimentos beneficia os credores as custas dos acionistas. A questão básica é “Por que devo investir em benefícios para empresa que logo será tomado pelo banco?” O problema é que os acionistas fornecem o valor integral do investimento, mas o benefício é repartido por acionistas e credores.

### Esvaziamento da propriedade
Consiste em pagar dividendos extraordinários ou fazer outras distribuições em situações de dificuldade financeira, deixando menos ativos nas empresas para credores. Na situação de subinvestimento, a empresa opta por não usar mais o capital próprio. Na de esvaziamento da propriedade, retira o capital próprio da empresa.
Para Stephen Ross, quem arca com as estratégias egoísta de investimento é em última análise o acionista, pois os credores sabem da existência dessas estratégias egoístas e para se proteger elevam a taxa de juros. Como os acionistas devem pagar por essa taxa elevada, eles acabam arcando com os custos de agência.